# Louis Bozon
Pour les articles homonymes, voir Bozon.
Louis Bozon est un acteur et animateur de radio français, né le 25 juin 1934 à Grenoble (Isère) et mort le 11 juillet 2024 à Paris 9e.
Durant treize ans, succédant à Lucien Jeunesse, de septembre 1995 à juin 2008, il anime sur la radio publique France Inter Le Jeu des 1 000 francs (devenu Le Jeu des 1 000 euros).

## Biographie
Fils de Lucien Bozon et d'Anna Sabatino, il naît le 25 juin 1934 à Grenoble dans l'Isère. Il reçoit le Premier prix d'art dramatique en 1952 à Grenoble. Il passe  ensuite deux ans au Centre d'art dramatique de la rue Blanche à Paris.
En 1957, il entre à la RTF et devient en 1965 une des « voix » de France Inter.
En 1967, il anime l'émission jeu 3-6-9, puis Bonjour tout le monde qui lui fait faire le tour de la planète (1969-1970).
D'autres émissions lui sont offertes : Quand un vicomte (1973-1975), On aurait dû se coucher plus tôt (1981-1991) puis la tranche matinale Réveillez-vous on s'occupe du reste jusqu'en 1995.
Il a également officié pour la télévision, avec, entre autres, L'inspecteur mène l'enquête sur TF1. De 1976 à 1982, Louis Bozon anime Réponse à tout, sorte de version télévisuelle du Jeu des 1 000 francs.
En 2002, il joue son propre rôle d'animateur radio dans Les Rebelles de Moissac.
Louis Bozon a été l'ami de Marlene Dietrich à qui il a consacré un livre de souvenirs en 1992.
Lors du retrait de Lucien Jeunesse le 7 juillet 1995 après trente ans à la barre de l'émission, Louis Bozon reprend avec succès la présentation du Jeu des 1 000 francs le 4 septembre 1995, rebaptisé Le Jeu des 1 000 euros en 2001. La création de la version « Spécial jeunes » contribue au renouvellement du public. Il présente le jeu pour la dernière fois, le 27 juin 2008 et cède sa place, à la rentrée de septembre, à Nicolas Stoufflet, déclarant toutefois qu'il continuera à demeurer « très actif ». Il participe ponctuellement à La Bande originale, l'émission méridienne de Nagui sur France-Inter.
Il meurt le 11 juillet 2024 dans le 9e arrondissement de Paris à l'âge de 90 ans. Il est incinéré au crématorium du Père-Lachaise.

## Publications
- Louis Bozon, Marlène : la Femme de ma vie, éditions Michel Lafon, 1992 (ISBN 978-2-908652-24-6) ; ouvrage republié et complété en 2012, pour les 20 ans du décès de l'actrice, et intitulé « Allô  mon Ange, c'est Marlene ! », éditions Michel Lafon, 2012, 266 p. (ISBN 978-2-7499-1661-3)
- Josée Gorce, Louis Bozon et Paul Desalmand, Le Grand Livre du Jeu des 1 000 francs, Marabout, 1998 (ISBN 978-2-501-03119-6)
- Louis Bozon, Mes petits sentiers, Éditions du Toucan, 2010 (ISBN 978-2-81000-359-4)